# Museum Correale

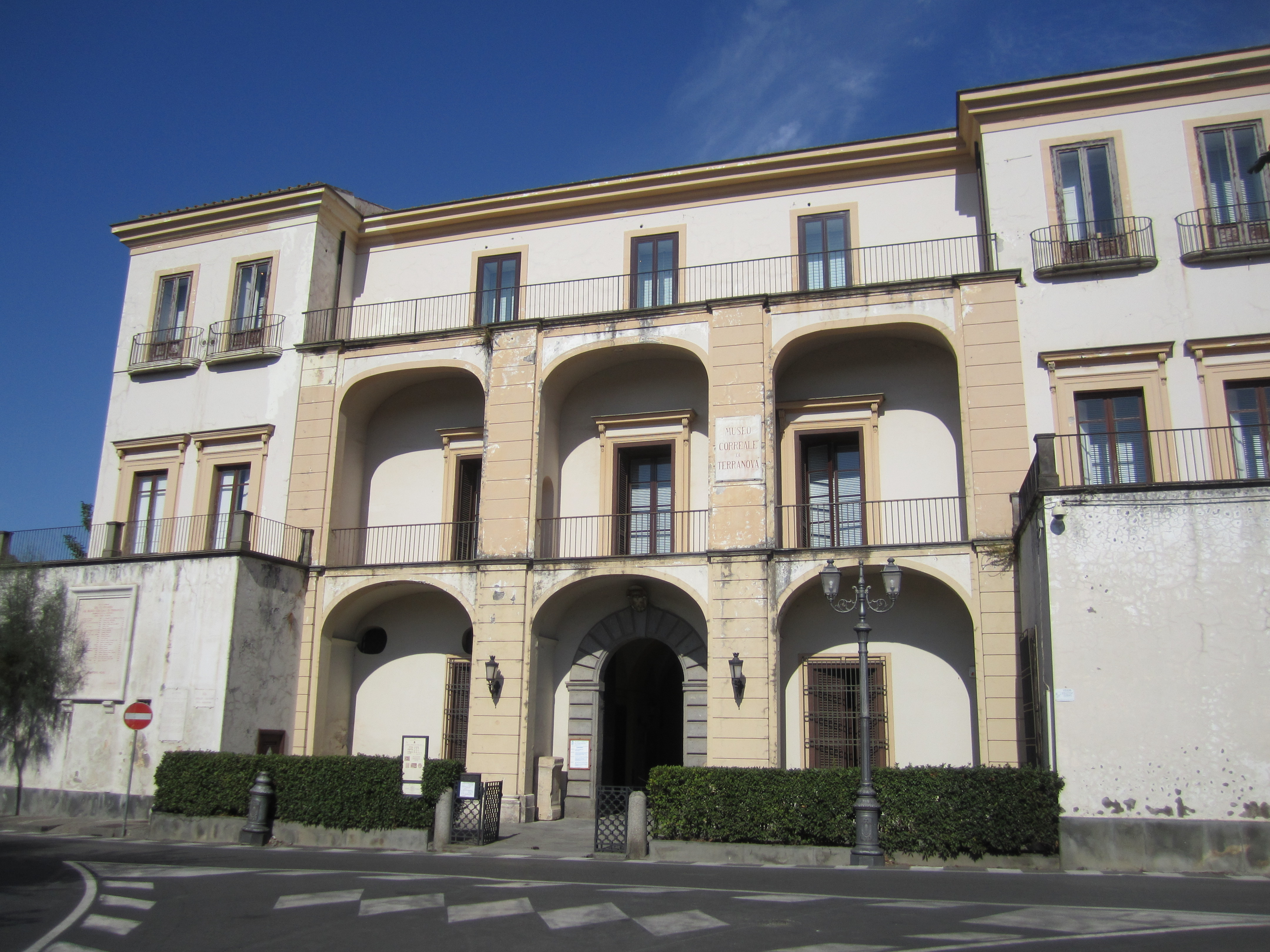
Museum Correale

Museum Correale (Italiaans: Museo Correale di Terranova) is een museum in Sorrento in het zuiden van Italië.
Het museum is bevindt zich in een oude patriciaanse villa, omgeven door citrusbomen, met een terras met uitzichtpunt over de Golf van Napels. De villa behoorde toe aan de broers Pompeo en Alfredo Correale, de laatsten van de oude patriciaanse familie Correale.
Het museum beschikt over een van de mooiste collecties van Napelse kunstschilders uit de 17de en 18de eeuw. Het beschikt over waardevol Capodimonte- en Sèvres-keramiek, glas uit Murano, Boheems kristal en een collectie horloges. Er is ook een archeologische collectie. Er zijn ook werken uit de 19de eeuw in de hal op tafels, meubels en fijne sieraden. In de bibliotheek zijn werken van Torquato Tasso.

## Collectie
De collectie in het museum is verdeeld over drie verdiepingen en vierentwintig kamers:
- Hal en kapel: archeologische selectie en Romaanse selectie uit de regio Tarsia daterend uit de 19de eeuw
- Eerste verdieping: schilderijen en meubilair gedateerd uit de late 18de eeuw van Battistello Caracciolo, Vaccaro, Micco Spadaro, Belisario Corenzio, Giovanni Lanfranco, Paolo de Matteis, Del Po, Rossi, Francesco de Mura, Bonito, C. Amalfi en Oriëntaals porselein daterend uit de late 17de en 18de eeuw. In de hal bevinden zich Vlaamse kunstschilders zoals: Rubens, J. Vari Kassel, Abel Grimmer, Michiel Sweerts
- Tweede verdieping: Schilderijen uit de 17de en 18de eeuw van Giovan Battista Ruoppolo, Tommaso Realfonso, G. Cusati, Ascione, G. Casissa en landschap kunstschilders uit de 18de en 19de eeuw zoals: Déms, Gaspard Dughet, Rabbel, Frans Vervloet. Landschapkunstschilders van de School van Posillipo: Antonie Sminck Pitloo, Duelere, Giacinto Gigante en in de hal Italiaanse en Europese horloges daterend uit de 18de eeuw
- Derde verdieping: Italiaanse en buitenlandse majolica daterend uit de 17de en 18de eeuw uit Milaan, Savona, Castelli, Sicilië, Calabrië en Rouen. Italiaans en buitenlands Chinees porselein daterend uit de 18de eeuw uit Meissen, Wenen, Ludwigsburg, Nymphenburg, Zürich, Chelsea, Bow, Sint-Petersburg, Capodimonte en Venetië